# Fuck You (chanson de Lily Allen)
Pour les articles homonymes, voir Fuck You.
Singles de Lily Allen
Not Fair
(2009) 22
(2009)
Fuck You (aussi connue sous les titres provisoires GWB, Guess Who Batman et Get With the Brogram) est une chanson de l'artiste anglaise Lily Allen extraite de son deuxième album It's Not Me, It's You.

## Concept
Fuck You est apparue premièrement sur son profil Myspace en 2008 entre les titres I Could Say et I Don't Know (désormais appelé The Fear), sous le nom Guess Who's Batman ("Devine qui est Batman"). Le nom a ensuite été changé en Get Wit the Brogram, et plus tard en GWB. 
Lily Allen déclare :
« Ce titre n’est en aucun cas une attaque directe envers qui que ce soit, il était originellement écrit en référence à moi-même mais j’ai ensuite estimé que cette question était d’actualité pratiquement partout, nous sommes la jeunesse, nous pouvons faire des choses nouvelles pour notre futur, c’est à notre portée. Partons naïf, et haïssons la haine. »
Selon New Musical Express et Rolling Stone Magazine, ce titre serait une attaque contre George W. Bush qui partage les mêmes initiales que les deux précédents titres Guess Who Batman et Get Wit the Brogram. Les paroles contiennent des critiques courantes sur l'ancien président américain, comme des accusations de manque d’ouverture d’esprit et de militarisme.
Dans une interview au Grand Journal sur Canal+, Lily Allen affirme qu'au début cette chanson s'adressait au Parti national britannique, un parti politique « assez raciste » et homophobe au Royaume-Uni.
Le titre a ensuite été ré-intitulé sous le nom connu Fuck You, mais également F*ck You pour la version censurée. Cette chanson a été écrite par Lily Allen et Greg Kurstin.
À aucun moment Lily Allen n'apparaît dans le clip vidéo tourné dans les rues de Paris.
La musique est très proche de celle de la chanson japonaise Nakimushi no Uta, du groupe Fumidô, sortie en janvier 2005. Cette ressemblance a été montrée par l'émission Oscillation sur la chaîne Nolife.
Cette chanson est également utilisée contre l'homophobie en France en 2009.

## Critiques
Selon Charles Decant de la rédaction d'OZAP, Fuck You est « un titre extrêmement bien produit, très accrocheur et aussi très direct », bien qu'il « [reproche] à Lily [Allen] de s'être un peu moins foulée que d'habitude sur certaines rimes » et constatant que l'« attaque perd un peu de sa force quand elle tombe dans la facilité », mais que finalement « le message passe malgré tout ».